# Лесное хозяйство Фиджи
Лесное хозяйство на протяжении длительного времени является важной отраслью экономики Фиджи.

## История

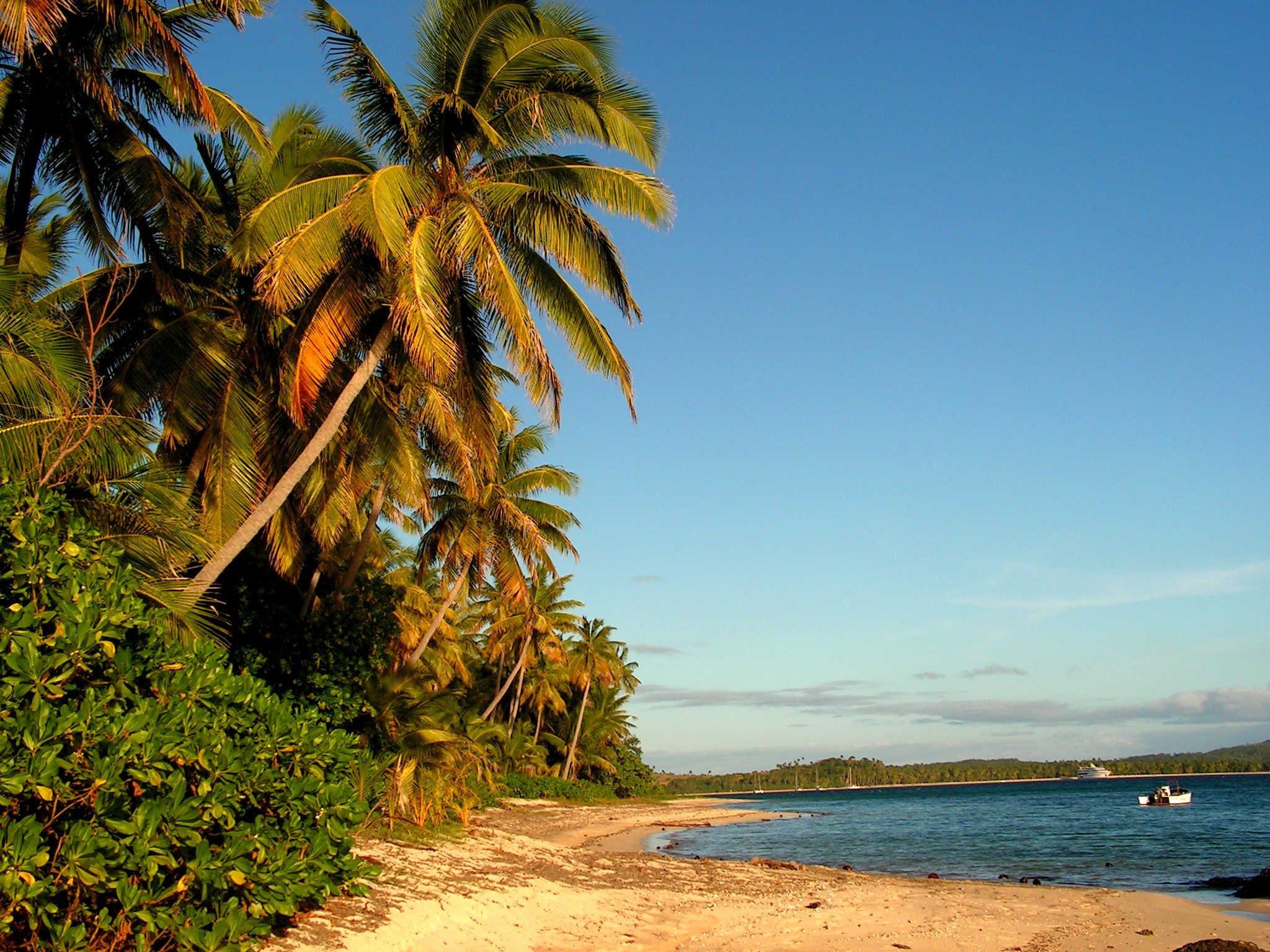
заросли на побережье (фотоснимок 2007 года)

Использование древесины для изготовления орудий труда, постройки жилищ, лодок и в качестве топлива на архипелаге Фиджи аборигенами имело место ещё до появления здесь европейцев.
В 1874 году король Такомбау отрёкся в пользу британской королевы Виктории, и королевство Фиджи стало английской колонией под управлением генерал-губернатора.
Несмотря на постепенное расширение площадей под сельскохозяйственные культуры, в 1890е годы отмечалось, что острова покрыты густой растительностью. В дальнейшем, в некоторых местах леса были вырублены и замещены антропогенной саванной.
В 1950е годы началось создание первых плантаций красного дерева. В начале 1960-х годов на подветренной стороне крупнейших островов Фиджи были созданы первые сосновые плантации (на которых высаживали сосну карибскую — лат. Pinus caribaea).
10 октября 1970 года Фиджи была предоставлена независимость в составе Британского Содружества наций.
В 2004—2005 гг. общая площадь лесов составляла около 9350 км², бо́льшая часть из них была расположена на территории земель, находящихся в совместной собственности коренных жителей.
Общая площадь плантаций красного дерева в 2005 году составляла 537 км². Общая площадь сосновых плантаций в 2005 году составляла ещё 488 км². Все они находятся под контролем компании «Fiji Pine Limited», 99,8 % акций которой принадлежит правительству.

## Современное состояние
Доля лесного хозяйства в структуре ВВП Фиджи составляет около 1 %, а продукция этой отрасли является пятой по объёмам экспортной статьёй страны (после сахара, одежды, золота и рыбной продукции).
Бо́льшая часть производимой в лесном хозяйстве продукции идёт на внутренний рынок, излишки (из них более 50 % в виде древесной щепы) — на экспорт. В 2005 году объёмы производства промышленного круглого лесоматериала были распределены следующим образом: заготовка древесины в естественных лесах — 104 тыс. м³, в сосновых плантациях — 322 тыс. м³, в махагониевых плантациях — 17 тыс. м³. Таким образом, общий объём производства составил 443 тыс. м³. Объём экспортированной древесной щепы в 2005 году достиг 220 тыс. м³. Основной рынок сбыта — Япония, где она используется в целлюлозно-бумажной промышленности.